# Aurelio González Benítez
Pour les articles homonymes, voir Aurelio González et González.
Aurelio González Benítez, né le 25 septembre 1905 et mort le 9 juillet 1997 à Asuncion, est un footballeur et entraîneur paraguayen.

## Biographie
Aurelio González est un des plus grands joueurs de football de l'histoire du Paraguay, avec notamment Arsenio Erico et Romerito. Il commence sa carrière sportive au Sportivo Luqueño avant de signer à l'Olimpia Asunción où il joue le reste de sa carrière professionnelle, remportant plusieurs championnats nationaux. Au début des années 1930, Aurelio González rejette une offre financièrement intéressante du CA San Lorenzo de Almagro (Argentine) afin de combattre pour son pays, le Paraguay, dans la guerre du Chaco. Il est également un joueur essentiel de l'équipe du Paraguay, marquant dix buts en 23 sélections pour son pays entre 1924 et 1937 et disputant la première édition de la Coupe du monde de football.
Aurelio González devient par la suite entraîneur, et mène l'Olimpia Asunción à de nombreux titres de champion du Paraguay et à la première finale de Copa Libertadores en 1960. Avec Sportivo Luqueño, il a été entraîneur pendant plusieurs années. Il est également sélectionneur de l'équipe du Paraguay lors de la Coupe du monde 1958.

## Palmarès

### Joueur

#### Club
- Championnat du Paraguay: 7

Club Olimpia: 1927, 1928, 1929, 1931, 1936, 1937, 1938